# سووشون
سووشون نخستین رمانِ سیمین دانشور نویسندهٔ ایرانی است که سال ۱۳۴۸ منتشر شد. داستان سووشون در شیراز و در سال‌های پایانی جنگ جهانی دوم رخ می‌دهد و فضای اجتماعی سال‌های ۱۳۲۰ تا ۱۳۲۵ را ترسیم می‌کند. به عقیدهٔ بعضی از منتقدان، برخی از وقایع تاریخی دههٔ ۱۳۳۰ مانند کودتای ۲۸ مرداد نیز در روند رمان انعکاس داشته است؛ چنان‌که یکی از شخصیت‌های محوری داستان در روز ۲۹ مرداد کشته می‌شود. علت نام‌گذاری این کتاب، نیز تشابه سرانجامِ یکی از شخصیت‌های داستان با سرنوشت سیاوش، قهرمان اسطوره‌ای ایران باستان است. سووشون یا سیاووشان برگرفته از عنوان مراسم سوگواری برای سیاوش است. این کتاب نخستین بار در تیرماه سال ۱۳۴۸ منتشر شد و تا سال ۱۳۹۳ به چاپ نوزدهم رسید. این کتاب یکی از پرمخاطب‌ترین رمان‌های فارسی در ایران است و برآورد می‌شود تا سال ۱۳۹۵ بیش از پانصد هزار نسخه از آن به فروش رسیده باشد. سووشون، علاوه بر این، به زبان‌های مختلف دنیا از جمله انگلیسی، فرانسوی، ایتالیایی، ژاپنی و چینی نیز ترجمه شده است. نمایش سووشون با اقتباس از این رمان، در سال ۱۳۷۹ و ۱۳۸۰ در تهران به روی صحنه رفته است.
داستان سووشون با زبانی ساده، روان و بدون پستی و بلندی آغاز می‌شود و نویسنده از هرگونه تزئین و تذهیب واژگان پرهیز می‌کند. مخاطب در صفحات اولیهٔ کتاب، به درونمایهٔ اصلی رمان پی می‌برد و برای آنچه قرار است بعداً با آن مواجه شود، پیش‌آگاهی پیدا می‌کند که مصداقی است از آنچه در ادبیات فارسی به آن، آرایه ادبی براعت استهلال می‌گویند. در برخی از قسمت‌ها، این رمان که از زاویهٔ دید بیرونی به شیوهٔ دانای کل محدود به ذهن زری، شخصیت محوری زن داستان روایت می‌شود، از مسیر اصلی خارج می‌شود تا بتواند اطلاعات خواننده در مورد موضوع اصلی داستان را تکمیل کند. در این قسمت‌ها، نویسنده تمهیدی برای جلوگیری از ملال خواننده اندیشیده و به گمان هوشنگ گلشیری، نویسنده و منتقد معاصر، در این امر تاحدودی موفق بوده است. یکی دیگر از ویژگی‌های سووشون، استفاده از واژگان و اصطلاحات شیرازی است. بسیاری از شخصیت‌های اصلی و فرعی سووشون از شخصیت‌های واقعی الهام گرفته شده و با در هم آمیزی تخیل به شخصیتی متفاوت تبدیل شده‌اند. شخصیت زری شبیه به سیمین دانشور و شخصیت یوسف شبیه به جلال آل احمد است. شخصیت‌های دیگر مانند دکتر عبدالله‌خان، خانم مسیحادم، مک ماهون، بی‌بی همدم و ملک‌سهراب هم از شخصیت‌های واقعی الهام گرفته شده‌اند.
سووشون هم وجه واقع‌گرا و هم وجه نمادگرا و درواقع، ساختاری دو لایه دارد؛ یکی لایهٔ روایی یا داستانی و دیگری لایهٔ رمزی یا تمثیلی. لایهٔ روایی آن، داستانی جذاب در محیط اجتماعی ایران است که در آن از مظاهر فرهنگ و تمدن ایرانی و بیانی شاعرانه استفاده شده است. در لایهٔ زیرین، به برخی از شخصیت‌ها و اشیا کارکرد رمزی داده شده است. البته سرنخ‌هایی نیز برای کشف این تمثیل‌ها وجود دارد و مخاطب می‌تواند ارتباط آن را قهرمان‌های مذهبی یا ملی مانند حسین بن علی، سیاوش و یحیا پیدا کنند. دانشور در تمام داستان بر نقش فرهنگ و اختلاف فرهنگی انگلیسی‌ها و ایرانی‌ها اشاره می‌کند و به‌صورت غیرمستقیم می‌گوید که هر کس سرانجام به اصل و ریشهٔ خود بازمی‌گردد. سووشون پایداری در برابر اشغالگر و شهادت در راه مبارزه با اشغالگر را درجه‌ای والاتر از مذهب، عشق، علایق شخصی و خانواده می‌ستاید. اگرچه این راه با کشته‌شدن شخصیت محوری داستان ناکام می‌ماند، اما نویسنده در پی انتقال این مفهوم است که نسل یا نسل‌های آینده موفق به ادامهٔ راه ظلم‌ستیزان و روشنفکران خواهند شد. اشارهٔ نویسنده، به تفکرات و احساسات ضداستعماری و غرب‌ستیزانه‌ای است که می‌توان اثر و دامنهٔ آن را در دهه‌های بعد در شکل‌گیری انقلاب اسلامی سال ۱۳۵۷ مشاهده نمود.
دانشور با توجه به تجربهٔ زنانهٔ خود، در آفرینش شخصیت‌های زن موفق بوده است. این رمان چشم‌اندازی از آیندهٔ زنان و نقشی که آن‌ها در تحولات اجتماعی ایفا می‌کنند، ترسیم می‌کند؛ چنان‌که شخصیت محوری زن اگرچه در طول داستان، رفتارهای مردسالارانه را می‌پذیرد اما در نهایت از یک شخصیت محافظه‌کار، به یک کنشگر اجتماعی مبدل می‌شود.

## پیشینه

### پیش‌زمینهٔ سیاسی و اجتماعی

اشغال ایران در جنگ جهانی دوم در شهریور ۱۳۲۰.

ایران در جریان جنگ جهانی دوم اعلام بی‌طرفی کرد. اما نیروهای متفقین به بهانهٔ حضور کارشناسان آلمانی در ایران، بی‌طرفی ایران را نقض کردند و در شهریور ۱۳۲۰ با ورود به خاک ایران از شمال و جنوب، آن را اشغال نمودند. رضا شاه پهلوی در جریان این واقعه مجبور شد از سمت خود کناره‌گیری کند و سلطنت را به فرزندش محمدرضا بسپارد. در دوران سلطنت رضا شاه، قدرت سیاسی ایران در دست شخص شاه بود. اما با سقوط وی، قدرت سیاسی بین پنج مرکز قدرت یعنی دربار، مجلس، کابینه، سفارتخانه‌های خارجی و مردم تقسیم و باعث بروز بی‌ثباتی در کشور شد. این بی‌ثباتی‌ها به مدت سیزده سال (تا کودتای ۲۸ مرداد ۱۳۳۲) ادامه داشت. در این دوران، ایران از یک آشوب اجتماعی به آشوب اجتماعی دیگر و از یک بحران سیاسی به بحران سیاسی دیگر دچار می‌شد. در این دوران تضاد طبقاتی در شهرها تشدید شد؛ جامعه از دو طبقهٔ اجتماعی تشکیل شده بود که یکی بسیار ثروتمند و قدرتمند و دیگری بسیار فقیر و فاقد قدرت بود. در بیشتر نواحی ایران رقابت‌های قومی در بین اقوام همجوار در جریان بود و سران عشایر با اسلحه‌هایی که از قبل پنهان کرده یا از طریق خلع سلاح مراکز نظامی یا قاچاق به دست آورده بودند، برای اعادهٔ اقتدار و بازپس‌گیری املاک مصادره‌شدهٔ خود دست‌به‌کار شدند و دست به نبردهای خونینی با دولت مرکزی زدند. دولت گاهی برای ایجاد موازنهٔ قدرت و تضعیف این شورش‌ها و ایجاد آرامش موقتی، عشیره‌های مختلف را علیه یکدیگر تحریک می‌کرد. در شهرهای مختلف ایران درگیری‌های مذهبی اوج گرفته بود. در مناطقی از ایران به خصوص کردستان، خوزستان و آذربایجان، حرکت‌های استقلال‌طلبانه برای تشکیل جمهوری‌های کوچک‌تر شکل گرفت. از سال ۱۳۲۰ نشانه‌های کمبود غلات در کشور ظهور کرد و باعث بروز شورش‌هایی در کرمانشاه (آبان ۱۳۲۰)، داراب (آذر ۱۳۲۰)، رشت (تیر ۱۳۲۱)، بروجرد (مرداد ۱۳۲۱) و برخی از شهرهای دیگر کشور شد. کمبود غله، بروز قحطی نان، افزایش تورم و شیوع بیماری تیفوس را در پی داشت. نیروهای متفقین غلات را خریداری می‌کردند و علاوه بر مصرف سربازان خود در کشور، مقدار زیادی را نیز از کشور خارج می‌نموند. نیروهای نظامی روسیه ارسال گندم و برنج از تبریز و گیلان به مناطق مرکزی کشور را ممنوع کرده بودند و آرد در مناطق مرکزی ایران کمیاب شده بود. ترفندهای دولت برای واردات گندم از هند نیز نهایتاً به بن‌بست رسید. دولت قادر به تأمین آرد مورد نیاز نانوایی‌ها نبود و در سطح شهرها درگیری‌هایی بین مردم و نانوایان پیش می‌آمد که دولت مجبور شد آرد و نان را جیره‌بندی کند. مجلس نیز برای مبارزه با احتکار غلات قوانینی به تصویب رساند، هرچند که اجرای این قوانین قدرت اجرایی لازم را نداشت. کمبود غله و مواد غذایی در شیراز نیز شدید بود؛ چنان‌که مردم تا چند روز بدون نان می‌ماندند. کشت محصول نسبت به سال‌های قبل از آن ۴۰ درصد کاهش پیدا کرد و انگلیسی‌ها محموله‌های غله را با زور و فشار بر مردم توقیف می‌کردند.

### پیش‌زمینهٔ ادبی
سال‌های مشروطه، دوران شیفتگی نسبت به جریان روشنفکری غرب بود و این جریان تا دههٔ ۱۳۲۰ خورشیدی، با رواج گرایش‌های جهان‌وطنی ادامه داشت. اما از سال ۱۳۴۰ مرحلهٔ به‌خودآمدن روشنفکران و تلاش برای اعتلای فرهنگی و مقاومت در برابر سیاست‌های غرب‌گرایانهٔ حاکمیت آغاز شد. حسن میرعابدینی ادبیات ایران در سال‌های ۱۳۴۲ تا ۱۳۵۷ را «ادبیات بیداری» و «برقراری ارتباط هوشیارانه با واقعیت و تاریخ» قلمداد می‌کند. نویسندگان با آگاهی از وضعیت ناخوشایند جامعه، «اعتراض» را به عنوان دستمایه آثار خود قرار دادند و به جنبه‌هایی از تاریخ پرداختند که تفسیرهای رسمی و حاکمیتی خواهان فراموشی آن‌ها بود. شکوفایی ادبیات در این دوران از یک سو ناشی از دگرگونی‌های اجتماعی و رشد فکری روشنفکران و از سوی دیگر تأثیرپذیرفته از بسته شدن فضای سیاسی و اجتماعی توسط حاکمیت بود.
آثار ادبی خلق‌شده در دوران پیش از انقلاب ۱۳۵۷، تحت تأثیر موج غالب ادبیات متعهد قرار داشت. در این دوران رهبری ادبیات داستانی با نویسندگانی بود که به سیاست‌های چپ گرایش داشتند. از آن جمله می‌توان به صادق چوبک، صمد بهرنگی، جلال آل احمد، احمد محمود و دیگران اشاره کرد. حتی آثار نویسندگان زن نیز رنگ و بوی ادبیات متعهد و ایدئولوژی چپ داشت و اگز مسائل زنان و فمنیسم در آن مطرح می‌شد، با رعایت پارامترهای مردسالارانهٔ جنبش ادبی متعهد بود. این نزدیکی نوشته‌های زنان با جنبش ادبی غالب را در نوشته‌های سه نویسندهٔ برجستهٔ زن پیش از انقلاب؛ یعنی فروغ فرخزاد، سیمین دانشور و سیمین بهبهانی می‌توان ملاحظه کرد.

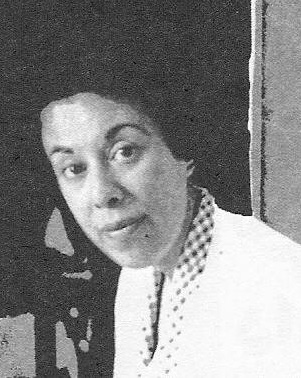
سیمین دانشور پیش از ۱۳۴۸.

### پرورش طرح کلی کتاب در ذهن نویسنده
سیمین دانشور، (۸ اردیبهشت ۱۳۰۰ – ۱۸ اسفند ۱۳۹۰ خورشیدی) در هنگام جنگ جهانی دوم در دانشگاه تهران دانشجو بود. او که در سال ۱۳۲۰ به عنوان «معاون ادارهٔ تبلیغات خارجی» با رادیو ایران همکاری داشت، به واسطهٔ شغلش با خبرنگاران جنگی که به ایران آمده‌بودند، آشنا شد و در جریان اخبار جنگ قرار گرفت. او در سال ۱۳۲۱ به زادگاه خود شیراز سفر کرد؛ در شرایطی که این شهر در اشغال نظامیان انگلیسی بود و در سراسر شهر سربازان هندی، ایرلندی و اسکاتلندی به‌چشم می‌خوردند. پدر سیمین دانشور از پزشکان مشهور شیراز بود و سیمین به همراه او در مهمانی‌های سطح بالای شهر شرکت می‌کرد. در این مهمانی‌ها، سیمین از فرصت برای گفتگو با افسران نظامی انگلیسی استفاده می‌کرد. علاوه بر این، به واسطه شغل پدر، به محل اتراق ایل قشقایی نیز زیاد رفت‌وآمد می‌کردند. او تعزیه سووشون را نیز که عشایر در موقع ییلاق–قشلاق اجرا می‌کردند، در همان ایام از نزدیک مشاهده کرد. طرح اولیه سووشون و بسیاری از شخصیت‌های آن در همان دوران در ذهن نویسنده شکل گرفت؛ هرچند تا مدت‌ها فرصتی برای نگارش آن پیدا نکرد و این طرح به گفتهٔ خودِ نویسنده تا مدت‌ها بر ذهن او سنگینی می‌کرده است. او دست کم تا سال ۱۳۳۱ که به برای تحصیل در دانشگاهِ استنفورد به آمریکا رفت، نگارش کتاب را شروع نکرده‌بود.
سیمین در سال ۱۳۲۹ با جلال آل‌احمد، نویسنده و روشنفکر ایرانی ازدواج کرد و چنان‌که هوشنگ گلشیری می‌گوید، تأثیر فکری جلال و آثار او نیز در این نگارش این کتاب مشهود است.

## عنوان کتاب
عنوان کتاب از سووشون یا سیاووشان یا سوگ سیاوش برگرفته شده که عنوان مراسمی است که از پیش از اسلام در سوگواری برای سیاوش، قهرمان افسانه‌ای ایران باستان برگزار می‌شده است. سیاوش به صورتی غریبانه کشته شد و از خونِ برزمین‌ریختهٔ او، گیاهی رویید. علت نام‌گذاری این کتاب، شباهت سرنوشت یکی از شخصیت‌های داستان با سرنوشت سیاوش و رشد گیاه از خون سیاوش استعاره‌ای است از بیداری و قیام مردم در برابر ظلم و ستم.
شواهد تاریخی نشان می‌دهد که برگزاری مراسم سوگ سیاوش از قبل از اسلام به ویژه در آسیای مرکزی رایج بوده و در دوران پس از اسلام نیز ادامه داشته است. به‌طور خاص، عشایر استان فارس نیز این مراسم را برگزار می‌کردند. دانشور در بخشی از کتاب، چند و چون این مراسم را از زبان یک زن ایلیاتی نقل می‌کند که رنگ و بوی اسلامی می‌گیرد و با مراسم عزاداری عاشورا در هم آمیخته می‌شود.

## انتشار کتاب

### چاپ

طرح جلد چاپ چهاردهم ۱۳۷۷ (نقاشی عاشق و معشوق اثر حسین بهزاد.)

این کتاب نخستین بار در سال ۱۳۴۸ منتشر شد و در خرداد و دی سال ۱۳۴۹ به چاپ دوم و سوم رسید. این کتاب تا سال ۱۳۵۷ جمعاً نه بار چاپ شد. نخستین تجدید چاپ این کتاب پس از پیروزی انقلاب در ایران، چاپ دهم کتاب در سال ۱۳۶۰ است. این کتاب بعداً در سال‌های ۱۳۶۳، ۱۳۶۸ و ۱۳۷۱ نیز تجدید چاپ شد. نوزدهمین چاپ از کتاب سووشون در سال ۱۳۹۲ منتشر و در بیست و هفتمین نمایشگاه بین‌المللی کتاب تهران در سال ۱۳۹۳ عرضه شد.
| نوبت چاپ  | سال        | نوبت چاپ    | سال          | نوبت چاپ    | سال          |
| --------- | ---------- | ----------- | ------------ | ----------- | ------------ |
| چاپ اول   | ۱۳۴۸       | چاپ هشتم    | آذر ۱۳۵۶     | چاپ چهاردهم | فروردین ۱۳۷۷ |
| چاپ دوم   | خرداد ۱۳۴۹ | چاپ نهم     | آبان ۱۳۵۷    | چاپ پانزدهم | شهریور ۱۳۸۰  |
| چاپ سوم   | دی ۱۳۴۹    | چاپ دهم     | فروردین ۱۳۶۰ | چاپ شانزدهم | بهمن ۱۳۸۸    |
| چاپ چهارم | خرداد ۱۳۵۱ | چاپ یازدهم  | اسفند ۱۳۶۳   | چاپ هفدهم   | ۱۳۹۰         |
| چاپ پنجم  | خرداد ۱۳۵۲ | چاپ دوازدهم | خرداد ۱۳۶۸   | چاپ هجدهم   | ۱۳۹۱         |
| چاپ ششم   | بهمن ۱۳۵۳  | چاپ سیزدهم  | بهمن ۱۳۷۱    | چاپ نوزدهم  | مهر ۱۳۹۲     |
| چاپ هفتم  | آبان ۱۳۵۵  |             |              |             |              |

بنا به گفتهٔ نویسنده، ۶۰ صفحه از این کتاب در زمان انتشار سانسور شد و نویسنده به‌ناچار بخشی از داستان را تغییر داد. در چاپ‌های بعد از انقلاب هم از آنجا که کتاب چندین و چند بار تجدید چاپ شده بود، نویسنده چاپ اصل داستان را صلاح ندانست.

### ترجمه

طرح جلد ترجمه انگلیسی سووشون

این کتاب به زبان‌های مختلفی (به گزارش خبرگزاری ایسنا در سال ۱۳۹۱ هفده زبان) ترجمه شده است که از جمله می‌توان به ترجمهٔ روسی در سال ۱۹۷۵ با عنوان مرگ به‌خاطر زندگی، ترجمهٔ آلمانی در سال ۱۹۹۷ با عنوان درام غم‌انگیز-سووشون و ترجمهٔ اسپانیایی در سال ۲۰۰۵ با عنوان سووشون با ترجمهٔ خواکین رودریگز بارگاس اشاره کرد. این رمان همچنین به زبان‌های فرانسوی، ژاپنی، چینی و ترکی نیز ترجمه شده است. ترجمهٔ انگلیسی این کتاب با عنوان سووشون: رمانی دربارهٔ ایران مدرن در سال ۱۹۹۰ میلادی با ترجمهٔ محمدرضا قانون‌پرور و مقدمهٔ برایان سپونر، در شهر واشینگتن در آمریکا به چاپ رسید. مترجم در پایان این کتاب، در ۹ صفحه اصطلاحات به‌کار رفته در این رمان را توضیح داده و علاوه بر این، هرجا که فرصتی دست داده، تلاش کرده است که مخاطب را با مشخصات فرهنگی و بوم‌شناختی ایران آشنا کند که می‌توان آن را علت انتخاب عنوان فرعیِ «رمانی در مورد ایران مدرن» در ترجمهٔ انگلیسی کتاب نیز دانست. همچنین ترجمهٔ انگلیسی دیگری از این کتاب با عنوان یک مرثیه ایرانی توسط رکسانه زند در سال ۱۹۹۳ در انگلستان به چاپ رسیده است. ترجمه ایتالیایی این کتاب نیز توسط آنا وانزن صورت گرفته و انتشارات بریوسکی در سال ۲۰۱۸ آن را با عنوان سووشون، یک داستان ایرانی به چاپ رسانده است.
سیمین دانشور در سال ۱۳۸۵ در مصاحبه‌ای با مجله گوهران، با نقل خاطره‌ای از سید موسی صدر گفت: «سووشون رو او به عربی ترجمه کرد. آورده بود برامون.» بر همین اساس، بعضی از منابع از ترجمهٔ عربی این کتاب به قلم سید موسی صدر خبر داده‌اند. با این حال حورا صدر، دختر وی از وجود چنین ترجمه‌ای اظهار بی‌اطلاعی کرده است.

## عناصر داستان

### طرح و زاویهٔ دید
داستان سووشون در شیراز و در سال‌های پایانی جنگ جهانی دوم رخ می‌دهد؛ در شرایطی که نیروهای متفقین وارد ایران شده‌اند و ارتش انگلیس جنوب ایران — ازجمله شیراز — را اشغال کرده است. این کتاب در ۲۳ فصل، داستان یک خانواده ملّاک از طبقه متوسط را در این دوره روایت می‌کند، در حالی که زندگی روزمره به‌خاطر حضور اشغال‌گران، روزبه‌روز پیچیده‌تر می‌شود. داستان در مقابل دیدگان زری اتفاق می‌افتد که یک زن متأهل و خوشبخت است و سعی دارد از خانواده‌اش محافظت کند. او در بعضی از مواقع برخلاف آنچه از یک زن سنتی ایرانی در آن دوران انتظار می‌رفت عمل می‌کند. فکر اصلی داستان، طرح و ارائهٔ انسان مبارز است و به همین دلیل در تمام کتاب، روایت مبارزهٔ قهرمان با بیگانگان یا انسان‌های فرصت‌طلب مطرح می‌شود. داستان سووشون با زاویهٔ دید بیرونی به شیوهٔ دانای کل محدود به ذهن زری روایت می‌شود؛ نویسنده دوربین را به پای زری بسته و همه صحنه‌ها را در همه فصل‌ها با حضور او روایت می‌کند. حتی حوادثی که زری در آن‌ها حضور نداشته، از شنیده‌های او نقل شده است. رخدادهای رمان با رعایت توالی زمان واقعی نقل شده است.

### پیرنگ
داستان با مراسم عقدکنان دختر حاکم شیراز شروع می‌شود که زری و یوسف در آن شرکت می‌کنند. در این مراسم علاوه بر اعیان و اشراف شهر، سران قشون انگلیس که شهر را اشغال کرده‌اند نیز حضور دارند. یکی از مقامات انگلیسی به نام سرجنت زینگر سعی می‌کند یوسف را راضی کند تا محصول زمین‌هایش را به قوای انگلیس بفروشد. اما یوسف تصمیم دارد مازاد محصول خود را به مردم قحطی‌زدهٔ شیراز بدهد. خان کاکا، برادر یوسف که در تلاش برای به دست آوردن مقام و منصب است، سعی می‌کند او را متقاعد کند که با حاکم شیراز و سران قشون انگلیس کنار بیاید. ایستادگی و سرسختی یوسف، زری را سخت نگرانِ از دست رفتن امنیت و آرامش خانه و خانواده‌اش می‌کند. یک بار که یوسف برای سرکشی به املاک خود به روستا می‌رود، زری نگران می‌شود، شب‌ها کابوس می‌بیند و هرچه می‌گذرد، خواب‌هایش آشفته‌تر می‌شود. یوسف با شلیک یک ناشناس کشته می‌شود و جسد او را به خانه می‌آورند. زری پریشان و ناخوش می‌شود. در اینجا داستان بُعد اساطیری می‌گیرد و زری در خواب و بیداری یوسف را همچون سیاوش تصور می‌کند. این پریشانی به حدی است که گاهی اطرافیان تصور می‌کنند او دیوانه شده است. اما عاقبت ترس و وحشت را از خود دور می‌کند و از سایهٔ تردید خارج می‌شود. یوسف هرچند که در کشاکش بین واقعیت و آرمان‌خواهی کشته می‌شود، اما مرگ او در دیگران و به‌خصوص زری تحول و بیداری ایجاد می‌کند.
سرانجام داستان، ماجرای تشییع جنازهٔ یوسف است که به نظر دوستان و هواداران او، باید به تظاهرات سیاسی و مذهبی تبدیل شود. اما مأموران حکومت مانع می‌شوند و مراسم به خشونت کشیده می‌شود. به‌ناچار، جنازه را شبانه در صندوق عقب ماشین خان کاکا به گورستان می‌برند و بدون طواف یا نماز میت، در گوری بی‌نام و نشان دفن می‌کنند. کتاب با یادآوری پیام تسلیتی که مک ماهون، دوست ایرلندی یوسف به زری نوشته است پایان می‌یابد: «گریه نکن خواهرم، در خانه‌ات درختی خواهد رویید و درخت‌هایی در شهرت و بسیار درختان در سرزمینت. و باد پیغام هر درختی را به درخت دیگر خواهد رسانید و درخت‌ها از باد خواهند پرسید: در راه که می‌آمدی سحر را ندیدی؟»

### شخصیت‌پردازی
داستان از زاویهٔ دید زری روایت می‌شود و مخاطب با احساس، ترس‌ها و آرزوهای او کاملاً آشنا می‌شود. زری یا خانم زهرا، شخصیت اصلی داستان، زن جوان تحصیلکرده‌ای است که دغدغهٔ حفظ آرامش خانواده است. او شخصیتی دگرگون‌شونده دارد و در اثر وقایعی که اتفاق می‌افتد، متحول می‌شود و اهداف جسورانهٔ همسرش را ادامه می‌دهد. زری در ابتدای داستان، یک همسر معمولی و سنتی است در اندیشهٔ مراقبت از همسر و فرزندانش. زری در مسائل سیاسی، دنباله‌روِ نظرات شوهرش یوسف است و با وجودی که از اندیشه‌های میهن‌پرستانه فاصله دارد، اما به‌واسطهٔ او، واقعیت‌هایی را مشاهده می‌کند که دوست داشت مکتوم باقی بمانند. اوضاع آشفتهٔ اجتماعی، زری را نگران کرده است، اما برخی اوقات اعضای خانواده‌اش نیز به او ستم می‌کنند و موجب رنجش او می‌شوند. با این حال، زری از این مسئله شکایت و حتی توجهی ندارد. نیز تحت شخصیت زری بین ترس و شجاعت در نوسان است. ترسی که در وجود اوست از عشقش به همسر و فرزندانش ناشی می‌شود، اما از این بابت مورد شماتت همسر قرار می‌گیرد. مثلاً در فصل پنجم، در غیاب یوسف، از طرف حاکم، برای بردن اسب پسرش می‌آیند و زری می‌داند که دادن اسب، باعث غصهٔ فرزندش می‌شود. از طرفی، ندادنِ اسب، زمینهٔ دشمنی حاکم با آن‌ها را فراهم می‌کند. زری برای ایجاد آرامش، اسب را می‌دهد و صحنه‌سازی می‌کند که اسب مُرده. اما دروغ زری حتی نمی‌تواند یک آرامش موقتی بسازد و یوسف به او می‌گوید: «آرامشی که بر اساس فریب باشد چه فایده‌ای دارد؟». در فصل پانزده، زری در موقعیتی مشابه، رفتاری متفاوت نشان می‌دهد و از کمک به خانم عزت‌الدوله سر باز می‌زند. این نخستین طلیعهٔ مقاومت در رفتار زری است. درنهایت، کشته شدن شوهرش، او را از دوگانگی خارج می‌کند و به او شجاعت و جسارت می‌بخشد.

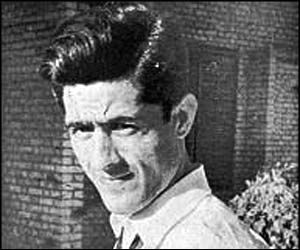
جلال آل‌احمد الهام‌بخش شخصیت یوسف بوده است.

یوسف، شوهر زری، در طول داستان شخصیتی مانا و پایدار دارد و حتی در آغاز داستان نیز می‌شود سرنوشت او را بررسی کرد؛ او مالکی تحصیل‌کرده و مخالف استعمار است که حاضر نیست محصولش را به قشون بیگانه بفروشد. او مردی خانواده‌دوست است و سعی می‌کند اسباب آسایش همسر و فرزندانش را فراهم کند. جدال او با زری در خط سیر داستان، به اهداف و روش مبارزهٔ سیاسی و اجتماعی او مربوط می‌شود. او ریشهٔ مفاسد اجتماعی را می‌شناسد و چاره را در مبارزهٔ آرام و مستمر می‌بیند؛ بنابراین با روش فعالان حزب توده نیز موافق نیست. در گفتار و رفتار یوسف، نوعی گفتمان آگاهی تاریخی مشهود و برجسته است و از این رو حتی از ایل‌ها و طایفه‌هایی که به‌خاطر در جنگ بودن با دولت مرکزی، با انگلیسی‌ها همکاری می‌کنند، حمایت نمی‌کند. عبدالعلی دستغیب، شخصیت یوسف را شخصیتی منفرد می‌داند که مبارزهٔ او ریشه‌ای نیست و به‌سوی دگرگونی اساسی گام برنمی‌دارد؛ بلکه یادآور منش عیاران است که تلاش می‌کردند به حد توان خود به یاری مظلومان بشتابند و بر ظالمان بتازند.
علاوه بر زری و شوهرش یوسف، پسر (خسرو) و دخترهای دوقلویشان (مینا و مرجان) و عمه خانم هم اعضای دیگر این خانواده هستند. عمه خانم یا خانم فاطمه خواهر بزرگتر یوسف است که همسر و پسر خود را از دست داده و به تریاک روی آورده است. دغدغه‌ها و وابستگی‌های زری را ندارد و با برادر دیگرش، ابوالقاسم خان که با انگلیسی‌ها همکاری می‌کند، علناً مخالفت می‌کند. او برای فرار از وضعیت موجود تصمیم دارد به کربلا برود و مجاور شود. عزت‌الدوله، زن ثروتمندی است که ارتباط نزدیکی با خانوادهٔ حاکم دارد. او به‌علت این که زری به خواستگاری پسرش جواب منفی داده بود، نسبت به او دشمنی می‌ورزد. اما از سوی دیگر خودِ عزت‌الدوله هم از سوی شوهرش مورد ظلم است؛ شوهرش به او خیانت می‌کند و در مقابل دیدگان او با زنان دیگر ارتباط دارد و او مجبور است در خانهٔ خودش از آن‌ها پذیرایی کند. فردوس، کلفت خانهٔ عزت‌الدوله است که توسط شوهر یا پسر او مورد تجاوز قرار گرفته و به ازدواج اجباری با کل عباس، نوکر آن خانه تن داده است. مادرش ننه‌فردوس هم در همان خانه خدمت می‌کند و در کار قاچاق با عزت‌الدوله همکاری دارد. سودابه، زنی رقاص و معشوقهٔ پدر یوسف و عمه‌خانم است که باعث آوارگی مادر و آبروریزی پدر آن‌ها می‌شود، اما هرگز با او ازدواج نمی‌کند. سرجنت زینگر نمایندهٔ فروش چرخ خیاطی است که اکنون به لباس نظامی ارتش انگلیس درآمده و تلاش می‌کند آذوقهٔ مورد نیاز قشون انگلیس را تهیه کند.

به یاد دوست، که جلال زندگیم بود و در سوگش به‌سووشون نشسته‌ام.

— تقدیم‌نامه رمان، از چاپ دوم به بعد (خرداد ۱۳۴۹)
هر یک از شخصیت‌های داستان عملکرد و روحیهٔ گروه اجتماعی خاصی را مجسم می‌کنند، اما هیچ‌یک در حد یک تیپ باقی نمی‌مانند و با فردیت خاصی که دارند، به سادگی از یکدیگر تشخیص داده می‌شوند. بسیاری از شخصیت‌های اصلی و فرعی سووشون از شخصیت‌های واقعی الهام گرفته شده و با در هم آمیزی تخیل به شخصیتی متفاوت تبدیل شده‌اند. جواد اسحاقیان، منتقد ادبی، شخصیت زری را معادل سیمین دانشور و شخصیت یوسف را معادل جلال آل احمد می‌داند. بزرگ علوی می‌گوید: «هرکس سووشون را می‌خواند، از خود می‌پرسد آیا زری در رمان، خودِ سیمین و یوسف همان جلال آل‌احمد نیست؟» خلق و خوی یوسف آیینه‌ای از خلق‌وخوی جلال است. جلال به گفتهٔ سیمین دانشور، صریح، خشمگین و حادثه‌آفرین بود. حساب‌گر و سازش‌کار نبود و تحمل دست‌های آلوده را نداشت. زری هم مانند سیمین در مدرسه‌ای با مدیریت انگلیسی‌ها درس خوانده است. دکتر عبدالله‌خان مانند دکتر محمدعلی دانشور، پدر سیمین، از پزشکان برجستهٔ شیراز و عاشق حافظ است. شخصیت خانم مسیحادم از خواهر سیمین الگوبرداری شده است. مک ماهون، بی‌بی همدم و ملک‌سهراب هم از شخصیت‌های واقعی الهام گرفته شده‌اند.

## واکاوی و نقد اثر

### اهمیت
حسینعلی قبادی، سووشون را از حیث فن داستان‌نویسی، شخصیت‌پردازی و پرورش درون‌مایه چنان قوی می‌داند که آن را نقطهٔ عطفی در ادبیات داستانی معاصر ایران قلمداد کرده است. هوشنگ گلشیری آن را «معیار» رمان در زبان فارسی می‌داند که «حضورش بر بسیاری از رمان‌های پیش از آن خط می‌کشد و رمان‌های پس از آن را باید با آن سنجید.» این رمان بعد از بوف کور با استقبال گسترده‌ای مواجه شد و به نظر حسین پاینده، منتقد ادبی، یکی از سه اثر ماندگار در بین رمان‌های ایرانی است. وی معتقد است که سیمین دانشور سهم بسزایی در پرورش رمان‌نویسی در ایران دارد و یکی از علت‌های پرطرفدار بودن این ژانر در ایران، انتشار موفقیت‌آمیز کتاب سووشون است.
سیمین دانشور نخستین بانوی رمان‌نویس فارسی‌نگار و سووشون نخستین رمان اوست. این اثر را محمدعلی سپانلو، مترجم و شاعر و کامران تلطف، منتقد و استاد دانشگاه، اولین رمان فارسی به معنای ادبی آن می‌دانند. این رمان در جذب مخاطب، بسیار موفق بوده است. حسن میرعابدینی و محمدحقوقی این رمان را پرفروش‌ترین رمان ایرانی قلمداد کرده‌اند. هوشنگ گلشیری در سال ۱۳۷۶ شمارگان منتشرشدهٔ این کتاب را ۴۰۰ هزار نسخه گزارش کرده است که تا آن زمان پرتیراژترین رمان فارسی محسوب می‌شد. با احتساب تجدید چاپ‌های بعد از آن، فروش این کتاب به بیش از ۵۰۰ هزار نسخه تا سال ۱۳۹۵ رسیده است.
خلاصه‌ای از دو فصل این رمان در کتاب درسی ادبیات فارسی ۲ سال دوم آموزش متوسطه در سال تحصیلی ۹۲–۹۱ در برنامه درسی دانش‌آموزان در ایران گنجانده شده است.

### ویژگی‌های سبکی
حسین سناپور، این اثر را یک رمان رئالیستی می‌داند که با بهره‌گیری از همه نیروهای مختلف و درگیر اجتماع و قشرهای مختلف مردم و تقابل آن‌ها با یکدیگر، داستان کاملی برای مخاطب روایت می‌کند. شخصیت‌های داستان سووشون واقعی و دست یافتنی‌اند. دانشور در ترسیم فضای داستان نه سیاه‌نمایی کرده است و نه خوش خیالی. رخدادهای تاریخی که در داستان به آن‌ها اشاره می‌شود نیز مبتنی بر وقایع روزمرهٔ نیمهٔ اول سال ۱۳۲۲ و تجربیات شخصی نویسنده است؛ هرچند که نویسنده فراخور روند داستان دست به انتخاب زده و الزاماً همهٔ رخدادهای تاریخی آن دوره را پوشش نداده است. به‌همین علت، سووشون را نمی‌توان صرفاً یک رمان تاریخی قلمداد کرد.
هوشنگ گلشیری بیان رمان را بیانی رمزی و تمثیلی می‌داند و برای آن دو معنای نزدیک و دور قائل است. مخاطب در نگاه نخست، معنای اول را در می‌یابد اما خوانندهٔ آزموده معنای دور را هم می‌تواند استنباط کند. با دریافت معنای دور، معنای نزدیک فراموش نمی‌شود؛ چون سطح ظاهری یا معنای نزدیک، صرفاً نشانه و انتزاع نیست. معنای دو سطحی و بیان رمزی باعث شده است که پیام رمان نسبت به وقایع زمان وقوع داستان (اشغال ایران به دست متفقین) نسبت به وقایع سیاسی زمان نشر (کودتای ۲۸ مرداد) نیز قابل استنباط باشد و احتمالاً برای حل معضلات اجتماعی و سیاسی در هر زمان و مکانی نیز همان طرح ثابت برای خوانندگان قابل دریافت خواهد بود. نویسنده با استفاده از این لایه‌های معنایی در رمان، بین عناصر اجتماعی و سیاسی معاصر و عناصر اسطوره‌ای پیوند برقرار کرده است. انتخاب نام یوسف که برگرفته از نام پیامبر نجات‌دهندهٔ مردم از قحطی است، برای شخصیت استعمارستیز داستان در دوران قحطی نیز یکی از جنبه‌های نمادگرایانهٔ سووشون است. رویکرد ظلم‌ستیزانه و کشته‌شدن غریبانهٔ یوسف، سرگذشت سیاوش را تداعی می‌کند و در جای‌جای این داستان ارتباط معنایی نزدیکی با شخصیت حسین بن علی برقرار می‌نماید. یوسف مانند سیاوش پسری به نام خسرو دارد که در جایی خطاب به او می‌گوید: «اگر من نتوانستم، تو خواهی توانست». خسرو یا کیخسرو، پسر سیاوش، به خونخواهی پدر برمی‌خیزد و موفق می‌شود. به نظر می‌رسد که سیمین دانشور به‌صورتی رمزگونه در پی انتقال این مفهوم است که نسل یا نسل‌های آینده (وجه نمادین خسرو) موفق به ادامهٔ راه ظلم‌ستیزان و روشنفکران ایرانی (وجه نمادین یوسف) خواهند شد. سیمین دانشور، خود، سووشون را یک رمان فلسفی می‌داند که تأکید ویژه‌ای بر نمادها دارد؛ چنان‌که سرنوشت یحیای تعمیددهنده، حسین بن علی، سیاوش و یوسف مشابه است و سرنوشت ملک سهراب با سهراب نیز یکی است؛ یکی را پدر کشت و دیگری را جامعهٔ پدرسالار. او منظور خود از زاری بر مرگ سیاوش را زاری بر ملت ایران بیان می‌کند.
با توجه به این که سووشون هم وجه واقع‌گرا و هم وجه نمادگرا دارد، برای آن دو لایه در نظر گرفته می‌شود؛ یکی لایهٔ روایی یا داستانی و دیگری لایهٔ رمزی یا تمثیلی. لایهٔ روایی آن، داستانی جذاب در محیط اجتماعی ایران است که در آن از مظاهر فرهنگ و تمدن ایرانی و بیانی شاعرانه استفاده شده است. در لایهٔ زیرین، به برخی از شخصیت‌ها و اشیا کارکرد رمزی داده شده که دانشور برای رمزگشایی از قرینه‌هایی را به شیوه‌های متنوع پرورش داده است.
| رمز           | بطن          | قرینه                                                     | منبع   |
| ------------- | ------------ | --------------------------------------------------------- | ------ |
| یوسف          | جلال آل احمد | شباهت رفتار و افکار                                       | رنجبر  |
| یوسف          | محمد مصدق    | وقوع حادثه برای هر دو در ۲۸ مرداد                         | رنجبر  |
| یوسف          | حسین بن علی  | ظلم ستیزی و کشته شدن غریبانه                              | قبادی  |
| یوسف          | سیاوش        | ظلم ستیزی و کشته شدن غریبانه داشتن فرزندی با نام خسرو     | قبادی  |
| زری           | سیمین دانشور | شباهت افکار و احساسات تناسب «سیم» و «زر» در نام کوچک آنها | رنجبر  |
| زری           | ایران        | اشاره صریح نویسنده                                        | رنجبر  |
| ابوالقاسم خان | قوام السلطنه | اشتراک حروف در اسم                                        | رنجبر  |
| سرجنت زینگر   | استعمار      | رفتار استعمارگرایانه                                      | رنجبر  |
| ملک سهراب     | سهراب        | کشته شدن به دست جامعه پدرسالار تشابه اسمی                 | دانشور |
| اسب           | فرهنگ ایرانی | تاویل اوصاف غیرعادی با اتکا به ذهنیت اساطیری              | رنجبر  |
| زمرد          | فرهنگ ایرانی | تجمیع و تاویل جزئیات با اتکا به ذهنیت فرهنگی              | رنجبر  |

دانشور در این رمان از واژگان و اصطلاحات عامیانهٔ شیرازی استفاده کرده است. توصیف دقیق و شاعرانه و عفاف قلم از دیگر ویژگی‌های این اثر محسوب می‌شود. عبدالعلی دستغیب یکی از مصداق‌های آن را توصیف صحنهٔ عاشقانهٔ همخوابگی شخصیت‌های اصلی داستان می‌داند و می‌گوید که نویسنده توانسته است با موفقیت از «تنگناهای سخن» بیرون بیاید و بدون «پرده‌دری» هر آنچه را برای توصیف این صحنه لازم است، بنویسد.

### تأثیرپذیری
هوشنگ گلشیری سووشون را بیانی خلاقانه و ادیبانه از کتاب‌های غربزدگی و در خدمت و خیانت روشنفکران، از برجسته‌ترین آثار جلال آل احمد، همسر سیمین دانشور می‌داند اما معتقد است که نثر آن متأثر از نثر آل احمد یا دیگران نیست. پرتو نوری‌علا، نویسنده و منتقد، بلافاصله پس از انتشار سووشون در نقدی بر آن نوشت: «سال‌ها زندگی مشترک با جلال آل احمد و آشنایی نزدیک با آثار و سبک نگارش او، … کوچک‌ترین تأثیری در ذهن خانم دانشور در سووشون نداشته است.» نوری‌علا می‌گوید دانشور نیز خود را متأثر از آل احمد نمی‌دانست و به او گفته بود که دوست داشته کسی این نکته را دریابد و بنویسد. در مقابل، به گفتهٔ محمدحسین دانایی، نویسندهٔ کتاب دو برادر، هویت آثار جلال آل احمد و سیمین دانشور از یکدیگر تأثیر پذیرفته است؛ به‌طوری که آثار جلال از مقالات سیاسی صرف به آثاری با بیان شیرین و آثار سیمین از متونی احساسی به بیانی مسئولانه و اجتماعی تغییر کرده است.

### نقد ادبی

#### زبانِ اثر
کتاب با زبانی ساده، روان و بدون پستی و بلندی آغاز می‌شود. نویسنده از هرگونه تزئین و تذهیب واژگان پرهیز می‌کند؛ طوری که مخاطب احساس می‌کند که نه با ادبیات؛ بلکه با روایتی خودمانی و بی‌تکلف از شخصی که شاهد و ناظر رخداد بوده مواجه است. زبان گفتگو در رمان سووشون، فراخور حال افراد انتخاب شده است؛ چنان‌که هرجا شخصیت‌های غیرایرانیِ داستان سخن می‌گویند، از لحن خاصی برای بیان کلام آن‌ها استفاده شده تا تسلط نداشتنِ آن‌ها بر زبان فارسی آشکار گردد. رمان، از توصیف غنی است؛ چه توصیف محیط پیرامون و چه توصیف حس و اندیشهٔ درونی افراد. نویسنده با بیانی وصفی و حسی، بین وقایع تاریخی–اجتماعی و تخیل، بین صحنه‌های شلوغ و پچ‌پچ‌های فروخورده و بین انگیزه‌های درون و عمل برون ارتباط برقرار کرده است. این پیوند را قاسم هاشمی‌نژاد «برودری‌دوزی خونین کلمات» تعبیر کرده است. متن کتاب، ساده و محکم است و از صور خیال مانند مجاز، تشبیه، استعاره و کنایه به‌ندرت استفاده شده است؛ تنها گاهی تشبیه‌هایی ساده یافت می‌شود.

#### براعت استهلال
نویسنده از آرایهٔ ادبی براعت استهلال استفاده می‌کند که یکی از تکنیک‌های شعر و نثر فارسی کلاسیک است و تسلط نویسنده بر ادبیات کهن فارسی را نشان می‌دهد. به‌همین‌دلیل، مخاطب در صفحات اولیهٔ کتاب، به درونمایهٔ اصلی رمان پی می‌برد و برای آنچه قرار است در ادامه با آن مواجه شود، پیش‌آگاهی پیدا می‌کند. دانشور در همان صفحه اول سعی می‌کند مخاطب را جذب کند و او را وامی‌دارد که با زری همراه شود؛ همین صفحه نخست محملی برای معرفی دو شخصیت اصلی داستان است. دانشور اتفاقات پیرامون آن‌ها را در موقعیت خاصی که قرار گرفته‌اند (مراسم عروسی دختر حاکم)، شرح می‌دهد و به این ترتیب با کمک گرفتن از شیوهٔ براعت استهلال شخصیت‌های داستان را معرفی می‌کند و از طریق قرار دادن آن‌ها در موقعیتی برملاکننده، داستان را پیش می‌برد. همه اتفاقاتی که بعدها در داستان رخ می‌دهد، نشانه‌هایی در همان صفحه نخستین دارند. نویسنده همچنین از سبک مینیاتور که در هنر نقاشی متداول است، در این رمان استفاده کرده است. او با استفاده از این تکنیک، اجزای داستان را در ابعادی کوچک‌تر فشرده کرده و از نوعی ایجاز بهره برده است که عنصر کشمکش را پیش می‌برد.

#### افق دید راوی
دانشور در سووشون، مانند بعضی دیگر از نویسندگان ایرانی از جمله بزرگ علوی و احمد محمود، در داستان خود از مسیر اصلی خارج می‌شود تا بتواند اطلاعات خواننده در مورد موضوع اصلی داستان را تکمیل کند. به‌طور مثال، گوشه‌هایی از زندگی عمه‌خانم، مادر زری و عزت‌الدوله روایت می‌شود تا ظلم‌ها و کاستی‌های جامعه و فضای مردسالارانهٔ آن روزگار بر خواننده معلوم شود. این رویکرد باعث می‌شود که اطلاعات به‌صورت گسسته به خواننده ارائه شود و نویسنده در بازگرداندنِ مخاطب به خط سیر اصلی داستان با مشکل مواجه شود. به‌خصوص در مورد این داستان‌های فرعی، اطناب و خسته‌کننده شدن متن مورد انتقاد بعضی از منتقدان از جمله تقی مدرسی قرار گرفته است. به‌نظر هوشنگ گلشیری، وقتی دانای کل با افق دید محدود (زری در سووشون) داستان را روایت می‌کند، نویسنده ناچار می‌شود اطلاعات مورد نظرش از وقایع را به‌صورت تکه‌تکه و باواسطه نقل کند؛ انگار راوی داستان ماجرایی را که خود شاهد نبوده، از زبان کسی می‌شنود. به عقیدهٔ گلشیری، دانشور سعی می‌کند تا هربار برای جلوگیری از ملال خواننده، تمهیدی بیندیشد و در این امر تاحدودی موفق بوده است؛ مانند نقل جلسهٔ مردانهٔ یوسف که به خاطر وارد و خارج شدن زری به اتاق پذیرایی قطع و وصل می‌شود یا تک‌گویی‌های خانم عزت‌الدوله که با گوش ایستادن زری پشت در، شنیده و ناشنیده می‌ماند. با این حال، گلشیری خواندن داستان کودکانهٔ مک ماهون و نقل یکدست خاطرهٔ سروان ارتش از واقعهٔ سمیرم را ملال‌آور و از جمله نقاط ضعف رمان تلقی می‌کند. گلشیری این دو بخش از داستان را نوعی شکست و دوپارگی می‌داند، اما معتقد است از آنجا که خوانندهٔ عادی و حتی خوانندهٔ آزموده، آن‌ها را فراموش می‌کند و دوباره جذب خط سیر اصلی داستان (تقابل زری و جهان بیرون) می‌شود، این شکستگی به کلیت رمان صدمه‌ای نمی‌زند.

#### نقد تطبیقی
محمدکاظم کهدویی، استاد دانشگاه، یک مقایسه تطبیقی بین شخصیت‌های زن در دو رمان سووشون و شوهر آهوخانم نوشتهٔ علی‌محمد افغانی انجام داد و دریافت که اگرچه هر دو نویسنده سعی در ترسیم تصویری از زن ایرانی و ظلمی که بر او می‌رود دارند، اما دانشور با توجه به تجربهٔ زنانهٔ خود، در آفرینش شخصیت‌های زن موفقتر از افغانی بوده است. کهدویی همچنین به غنا و تنوع شخصیت‌های زنانه در رمان سووشون اشاره می‌کند، اما معتقد است که زنان هر دو داستان یا از طبقهٔ مرفه‌اند یا از طبقهٔ فرودست و خدمتکار؛ هیچ‌کدام از این دو داستان به زنان طبقهٔ متوسط نپرداخته است.

### نقد سیاسی و اجتماعی
[یوسف] گفت: به مک‌ماهون گفتم: بله جانم، مردم این شهر شاعر متولد می‌شوند. اما شماها شعرشان را کشته‌اید. گفتم پهلوانانشان را اخته کرده‌اید. حتی امکان مبارزه هم باقی نگذاشته‌اید که لااقل حماسه‌ای بگویند و رجزی بخوانند… گفتم سرزمینی ساخته‌اید خالی از قهرمان. گفتم شهر را کرده‌اید عین گورستان؛ پر جنب و جوش‌ترین محله اش محله مردستان است...
زری گریه کنان گفت: هر کاری می‌خواهند بکنند اما جنگ را به لانه من نیاورند. به من چه مربوط که شهر شده عین محله مردستان…

سووشون، چاپ چهاردهم، صفحهٔ ۱۸

#### از دیدگاه تاریخی
منتقدانی مانند هوشنگ گلشیری و محمدرضا قانون‌پرور به نشانه‌های غیرمستقیمی در صفحه‌های پایانی کتاب اشاره می‌کنند که وقایع منجر به سقوط دولت محمد مصدق را تداعی می‌کند. در این رمان، کشته‌شدن یوسف در ۲۹ مرداد اتفاق می‌افتد که به‌طور غیرمستقیم به کودتای ۲۸ مرداد ۱۳۳۲ اشاره دارد. گلشیری معتقد است که استناد نویسنده به وقایع دههٔ چهل، قالب عامیانهٔ «کار، کار انگلیسی‌هاست» را بر داستان مسلط کرده؛ چنان‌که بعضی امور و وقایع بی‌ارتباط به انگلیسی‌ها در سال ۱۳۲۲ نیز به آن‌ها نسبت داده شده است.
در سووشون، دو واقعهٔ تاریخی نبرد سمیرم (۱۳۲۲) و همکاری عشایر با انگلیسی‌ها (۱۳۲۳) با یکدیگر ادغام شده، که به‌نظر هوشنگ گلشیری تکنیکی متداول در خلق رمان (حتی رمان تاریخی) است. اما انطباق این دو رویداد، نویسنده را واداشته که واقعهٔ سمیرم را به انگلیسی‌ها نسبت دهد؛ درحالی‌که به‌عقیدهٔ منتقد انتساب نادرستی است. تعمیم تمایل سران عشایر به انگلستان در سال ۲۳ به ۲۲ باعث شده است تا شخصیت‌هایی که باید در دو جبهه باشند، در یک جبهه قرار گیرند؛ مثلاً خانم عزت‌الدوله قاچاقی و پنهانی به عشایر اسلحه می‌فروشد، اما بیم دارد که از سوی حاکم شیراز — که هم‌پیمان انگلیسی‌هاست — مجازات شود. اگر عشایر با انگلیسی‌ها همدست‌اند، ترس و پنهان‌کاری عزت‌الدوله غیرمنطقی است.

#### از دیدگاه جنبش ادبی متعهد
برایان اسپونر معتقد است که این رمان چکیده‌ای است از تجربیات نسلی از ایرانیان در دوران معاصر که با فشارهای سیاسی و تاریخی مبارزه می‌کردند. منطق تبیینی داستان سووشون نیز بر مبنای جستجوی دلایل ستم اجتماعی، تسلط بیگانگان و نیاز مردم به دفاع از سرزمین‌شان استوار شده است. سیمین دانشور اگرچه مسائل خاص زنان را در خلال داستان بیان می‌کند، اما این مسائل تابعی است از موضوع جدی‌تر و عالی‌تری به نام آرمان‌گرایی ملی؛ چنان‌که زری، ایفای وظایف مادری و همسری را بالاتر از هر چیز، حتی عواطف و احساسات درونی‌اش می‌داند.

شاه ترکان سخن مدعیان می‌شنودشرمی از مظلمهٔ خون سیاووشش باد

— شعر حافظ، پیشانی‌نویس رمان
از نگاه عبدالعلی دستغیب، مبارزهٔ سیاسی در جهان سوم خطرآفرین است و دانشور توانسته است اثر این مبارزهٔ سیاسی خطرناک را از نگاه زن ایرانی به تصویر بکشد و به یوسف چهره‌ای واقعی و دوست‌داشتنی ببخشد. اگرچه مبارزهٔ یوسف ریشه‌ای نیست، اما مبارزه‌ای ناکام و صادقانه است و سیمین دانشور با دستمایه قرار دادن سیاوش در انتخاب نام رمان و شعری از حافظ که بر پیشانی کتاب نشانده است، ریشهٔ آن را در اساطیر ایران دنبال می‌کند. سووشون تجلیل‌کنندهٔ نوعی شهادت است که با زمینهٔ اجتماعی زمان نگارش کتاب پیوند می‌خورد و با کشته شدن یوسف و آوردن جسد او به خانه به اوج می‌رسد. کامران تلطف، مرگ یوسف را تمثیلی از شکست ملی‌گرایی و پیوستن زری به جنبش را تمثیلی از امید به آینده می‌داند.
با این وجود، یوسف مالکی است که علیه شرایط طبقاتی و اجتماعی خود مبارزه می‌کند و علت و انگیزهٔ او در داستان به خوبی نمایان نمی‌شود.
شخصیت آقای فتوحی که از فعالان مارکسیست داستان سووشون است، نه تنها قادر به تشخیص منافع ملی کشور نیست، بلکه حتی از نگهداری کردن از خواهر خود، خانم فتوحی که در تیمارستان بستری است، عاجز می‌ماند. جواد اسحاقیان معتقد است که سیمین دانشور با استفاده از آقای فتوحی به عنوان یک نماد، جریان مارکسیسم را در ایران به نقد می‌کشد.

#### از دیدگاه فمینیستی
در این رمان، همهٔ اتفاقاتی که در اجتماع می‌افتد، در خانوادهٔ زری بازتاب پیدا می‌کند و مخاطب در می‌یابد که خانه و اجتماع چقدر به هم شباهت دارند. به نظر حسین سناپور، نویسنده و منتقد، این رمان چشم‌اندازی از آیندهٔ زنان و نقشی که آن‌ها در تحولات اجتماعی ایفا می‌کنند، ترسیم می‌کند. دانشور در تمام داستان بر نقش فرهنگ و اختلاف فرهنگی انگلیسی‌ها و ایرانی‌ها اشاره می‌کند و به‌صورت غیرمستقیم می‌گوید که هر کس سرانجام به اصل و ریشهٔ خود بازمی‌گردد.
حسینعلی قبادی، منتقد و استاد دانشگاه، انتخاب زری به‌عنوان شخصیت محوری داستان را بیانگر جهان‌بینی سیمین دانشور می‌داند که به شیوه‌های گوناگون در پی بیان حقوق ازدست‌رفتهٔ زنان و احترام به آزادی‌های بنیادین آنهاست. در مقابل، کامران تلطف، استاد دانشگاه، معتقد است که دانشور با تصویری که انقلاب را به «سرزمین پدری» پیوند می‌دهد، تصویری پدرسالارانه از انقلاب ایجاد می‌کند؛ حتی زمانی که زری به‌طور کامل وارد جنبش می‌شود، نقش او، نقش همسری است که به سوگ شوهرش نشسته است. از نظر جواد اسحاقیان، منتقد ادبی، زری در طول داستان، مردسالاری را می‌پذیرد؛ او دائماً در حال دزدانه گوش کردن است چون شوهرش اجازه نمی‌دهد. یوسف در جایی از داستان به زری سیلی می‌زند و زری مقاومتی نمی‌کند. اما شخصیت فمینیستی زری در پایان داستان و با مرگ یوسف شکل می‌گیرد و این نشان می‌دهد «یوسف باید بمیرد تا زری فمینیست شود.» اسحاقیان این تصویر را «اوج فریاد فمینیستی» سیمین دانشور می‌داند.
قاسم هاشمی‌نژاد، منتقد و نویسنده، عمق داستان سووشون را مصیبت‌نامه‌ای برای زن ایرانی می‌داند که در آن شرح ناکامی‌ها، پایبندی‌های فداکارانه، بی‌دست‌وپایی‌های ناگزیر و تحمل و مقاومت او بیان شده است.

#### از دیدگاه ادبیات پایداری
سیمین دانشور به گفته محمد ضیمران، در طرح کردن گفتمان پسااستعماری در ایران پیشرو است و توجه ویژه‌ای به تجربهٔ نفوذ استعماری کشورهای غربی دارد. این موضوع به‌طور ویژه در سووشون دست‌مایه نویسنده قرار گرفته است. به اعتقاد ضیمران، او در این کتاب تمام ابعاد نفوذ اشغالگران ایران در جنگ جهانی دوم را به تصویر کشیده است. با این حال وقایع بعدی مانند کودتای ۲۸ مرداد ۱۳۳۲ نیز در این کتاب نمود و انعکاس دارد. تفکرات و احساسات ضداستعماری و غرب‌ستیزانه‌ای که در آن زمان در ایران رایج بوده است و در نهایت در شکل‌گیری انقلاب اسلامی سال ۱۳۵۷ مؤثر بوده، به نوعی دستمایه خلق تصاویر در این رمان است.
در سووشون به عنوان یک اثر اجتماعی، ادای وظایف اجتماعی و ستایش قهرمانی و شهادت در درجه‌ای والاتر از مذهب، عشق، علایق شخصی و خانواده قرار می‌گیرد. دانشور در این رمان با تمرکز بر زندگی یک خانواده زمین‌دار در زمان اشغال ایران در جریان جنگ جهانی دوم، سیطرهٔ اشغالگران را در سطوح مختلف جامعه به تصویر می‌کشد و کشمکش شدید بین «قدرت» و «مقاومت» را برجسته می‌کند. وقتی حدود بین اشغالگر و مردم سرزمین اشغال شده کمرنگ می‌شود، ضرورت پایداری در برابر اشغالگر در خط سیر داستان خود را نشان می‌دهد. شخصیت زری، قهرمان داستان، رابطهٔ بین قدرت و مقاومت را به روشنی نشان می‌دهد؛ او از یک بینندهٔ منفعل به یک مقاومت‌کنندهٔ سیاسی فعال تبدیل می‌شود. تحول زری درست بعد از کشته شدن یوسف نمایان می‌شود؛ آنجا که دیگران با ایدهٔ تشییع پیکر یوسف و طواف آن پیرامون بقعهٔ شاه‌چراغ مخالفت می‌کنند و زری در برابر این مخالفت‌ها مقاومت می‌کند. این مقاومت سیاسی از عشق و تحسین و احترام او به یوسف و تلاش برای زنده نگه داشتن خاطرهٔ شجاعت‌های او سرچشمه می‌گیرد. این رمان حس مبارزه‌جویی و ظلم‌ستیزی را در مخاطب خود برمی‌انگیزد و در دوره‌های مختلف تاریخ معاصر، به‌خصوص در دوران انقلاب اسلامی، باعث ایجاد شور و حرکت در خوانندگان خود شده است.

### منبع‌شناسی
از آثار و نقدهای معتبری که دربارهٔ سووشون منتشر شده، می‌توان به کتاب جدال نقش با نقاش در آثار سیمین دانشور نوشتهٔ هوشنگ گلشیری اشاره کرد. گلشیری در فصل سوم این کتاب، در مقدمه‌ای کوتاه در تلاش برای یافتن نام درست رمان کارش را شروع کرده است. او سپس به زمینهٔ نگارش کتاب، جایگاه آن در بین آثار دانشور و زمینه‌های تاریخی خلق اثر با استفاده از مستندات تاریخی پرداخته است. رمان سووشون در این کتاب از نظر تقابل بین زن و مرد، درون و برون و واقعیت و آرزو کاویده شده است. نویسنده در این کتاب، تحلیلی از نقش زری که در ابتدا شخصیتی منفعل داشته و در پایان به کلی دگرگون شده است، ارائه می‌کند. بخش دیگری از این کتاب به رمز گشایی از اشارات نمادین داستان پرداخته است.

## اقتباس
سیمین دانشور در مورد به تصویر درآمدن رمان خود حساسیت داشت و عموماً با اقتباس از این رمان موافقت نمی‌کرد.

### نمایش
منیژه محامدی، نمایشنامه‌نویس و کارگردان تئاتر، توانست اجازهٔ کار روی رمان سووشون را از دانشور بگیرد. وی نمایشی با همین عنوان روی صحنه برد که در آن افسانه بایگان (در نقش زری)، محمد اسکندری (در نقش یوسف)، مهدی میامی، محسن زهتاب و حبیب دهقان نسب ایفای نقش کردند. این نمایش از اسفند ۱۳۷۹ تا اردیبهشت ۱۳۸۰ در سالن اصلی تئاتر شهر اجرا شد. نمایشنامهٔ محامدی را انتشارات قطره در سال ۱۳۸۶ با نام سووشون: بر اساس رمان جاودان سیمین دانشور منتشر کرد.
همچنین نمایش رادیویی سووشون در سال ۱۳۹۲ با تنظیم نیما مهر از رادیو نمایش پخش شد.

### سینما و تلویزیون
محمد متوسلانی، کارگردان ایرانی، می‌گوید امتیاز فیلم‌سازی بر اساس رمان سووشون را خریداری و سپس برای ساخت آن با کارگردان‌ها و تهیه‌کننده‌های مختلفی مذاکره کرده است. اما از آنجا که ساخت این فیلم بودجه زیاد و امکانات خاصی می‌خواهد، تهیه‌کننده‌ای حاضر به سرمایه‌گذاری نشده است.
اقتباسی تلویزیونی از این رمان به کارگردانی نرگس آبیار در خرداد سال ۱۴۰۴ به نمایش درآمد، اما ساعاتی بعد قوه قضائیه این مجموعه و ناشر آن، نماوا، را توقیف کرد.
در آبان ۱۴۰۱، انجمن سینمای انقلاب و دفاع مقدس اعلام کرد در حال ساخت فیلم-سریال سووشون است.